# 배틀 코덕쇼
《배틀 코덕쇼》는 위라이크에서 금요일 밤 10시 30분에 방송되는 예능 프로그램이다.

## 즐거리
코스메틱 덕후들의 저체발광 뷰티 서바이벌! 각 주제에 해당되는 내용을 4인의 스타 뷰타 유튜버가 본인만의 개성이 돋보이는 뷰티 콘탠츠를 제작. 전문 심사위원단과 시청자의 평가를 거쳐 최종 우승자를 선정하는 신개념 서바이벌 뷰티쇼

## 진행자
- 전효성